# Santiago González Iglesias
Santiago González Iglesias (16 de junio de 1988) es un jugador de rugby argentino, que milita en la franquicia argentina de Jaguares, Asociación Alumni. Juega de Apertura. 
"Rete" tiene una amplia trayectoria en seleccionados provinciales y nacionales, en los que se destaca su presencia en Buenos Aires en 2009, Jaguares (2010-2013), Pampas XV (2010-2013) y  Argentina Seven (World Games, Taiwán 2009).

## Biografía
Santiago empezó a jugar en Asociación Alumni en 1993. Su padre, Eduardo González Iglesias, fue jugador del mismo club durante toda su carrera amateur, desempeñándose durante 17 años en la Primera división del club en las décadas del 70 y del 80. Eduardo González, jugó hasta los 40 años. Además, con él juegan sus hermanos Manuel González Iglesias de 29 años, Pilar, segunda línea u octavo, y Joaquín González Iglesias de 27, segunda y tercera línea. Jugó ininterrumpidamente todas las divisiones infantiles y juveniles hasta llegar a la selección mayor, donde se desempeña actualmente.

## Carrera

### Clubes
Debutó en la Primera División de Asociación Alumni en 2008, dirigido por Rodrigo "Toto" Camardón. Ese mismo año, disputó un encuentro del torneo Nacional de Clubes argentino con sus dos hermanos en el quince titular. Santiago jugó todas las temporadas en Alumni alternando sus compromisos con los diferentes seleccionados.
Formó parte del plantel de Pampas XV que disputó la Vodacom Cup en 2010. En la Vodacom Cup 2011, el combinado argentino ganó el torneo. Luego del título obtenido en 2011, fue nuevamente convocado para integrar la nómina del plantel de la edición 2012 donde llegaron a cuartos de final perdiendo 26-18 contra de Griquas. En 2013, fue nuevamente convocado por cuarto año consecutivo a los Pampas XV: llegaron a los cuartos de final perdiendo 44 a 37 contra el equipo sudafricano "Pumas". Santiago es el actual máximo anotador de los Pampas XV en ese torneo.

### Internacional
Su primer test match con la selección mayor tuvo lugar el 20 de mayo de 2009, en un partido contra Chile.
Actualmente, disputa el Rugby Championship, torneo en el que ha participado en las ediciones de 2014 y 2015.
Santiago fue seleccionado para jugar la Copa Mundial de Rugby de 2015. En la fase de grupos, logró puntos para su equipo en la victoria 64-19 sobre Namibia, gracias a cuatro conversiones y un golpe de castigo.